# Tidsstyring
Tidsstyring er processen med bevidst at planlægge og udføre kontrol over den tid, der bruges på specifikke aktiviteter, med det formål at øge effektivitet, produktivitet og målrettethed.
Det er en overordnet aktivitet, der har til formål at maksimere fordelene ved et sæt andre aktiviteter inden for en begrænset tidsramme.
Tidsstyring kan understøttes af et sæt færdigheder, værktøjer og teknikker, der bruges til at styre tiden, når specifikke opgaver, projekter og mål gennemføres inden for fastsatte deadlines. Oprindeligt var tidsstyring kun rettet mod forretnings- eller arbejdsrelaterede aktiviteter, men begrebet er blevet udvidet til også at omfatte personlige aktiviteter. Et tidsstyringssystem er en kombination af processer, værktøjer, teknikker og metoder. Denne form for styring er nødvendig i enhver projektudvikling, da det fastlægger tidsforbruget og projektets omfang.

## Betydningen af tidsstyring
Tidsstyring muliggør skabelsen af en kultur for kontinuerlig forbedring. Gennem produktionsteknikker og scrum kan teams identificere opgaver, der reelt skaber merværdi for en tjeneste eller et produkt. På denne måde kan opgaver i en proces, der ikke tilføjer værdi, forbedres eller fjernes.
Erfaringer og læring er afgørende for, at teams kan opretholde balancen i kvaliteten og dermed øge produktiviteten gennem effektiv tidsstyring. Projektledere anvender i dag ledelsesværktøjer, der tilbyder metoder, der letter den estimerede tid for hver aktivitet, da ledere skal basere sig på velbegrundede antagelser om tidsplaner og nødvendige ressourcer.
De vigtigste temaer i litteraturen om tidsstyring omfatter følgende emner:
- Skabelse af miljøer, der fremmer effektivitet.
- Fastlæggelse af prioriteter.
- Udførelse af opgaver i overensstemmelse med disse prioriteter.
- Reduktion af tiden brugt på ikke-prioriterede aktiviteter.

Tidsstyring anses for at være en del af forskellige koncepter, herunder:
- Projektledelse: tidsstyring kan betragtes som en del af projektledelse, i denne sammenhæng betegnet som projektplanlægning og tidsplanlægning.[2]
- Opmærksomhedsstyring
- Personlig vidensstyring